# Frans Beelaerts van Blokland

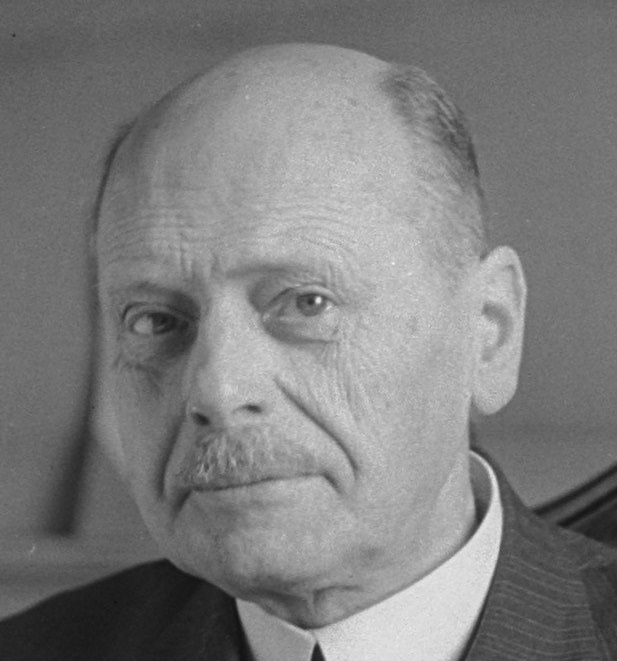
Frans Beelaerts van Blokland (1942)

Jonkheer Frans Beelaerts van Blokland (* 21. Januar 1872 in Den Haag; † 27. März 1956 ebenda), Vrijheer van Blokland, war ein niederländischer Politiker und Diplomat.

## Familie
Beelaerts war ein Sohn von Gerard Jacob Theodoor Beelaerts van Blokland, Herr van Blokland (1843–1897) und seiner Mutter Johanna Maria Kneppelhout van Sterkenburg (1851–1923). Er war der Bruder von Johannes Beelaerts van Blokland und Willem Adriaan Beelaerts van Blokland. Er heiratete 1905 Maria Adriana Snoeck (1873–1948), mit der er zwei Söhne bekam. Maria Adriana war eine Hofdame von Königin Wilhelmina.

## Laufbahn
Er studierte Recht an der Universität Leiden, wobei er seine beiden Lebensfreunde Andries Cornelis Dirk de Graeff und Johan Paul van Limburg Stirum kennenlernte. Nach seinem Studium vertrat Beelaerts van Blokland die niederländische Gesandtschaft in China. Im Jahre 1923 wurde er Formateur, was aber ohne Wirkung blieb. Im Jahre 1927 wurde er Außenminister. Ab dem Jahre 1933 erfüllte Beelaerts van Blokland die Vizepräsidentschaft des Raad van State, eine Funktion, die er 23 Jahre innehatte. Im Jahre 1940 ging er mit Königin Wilhelmina ins Exil nach London, wo er ihr wichtigster Berater war. Beelaerts van Blokland hatte einen feudalen Umgang mit seinen Untergebenen und verlangte es im Staatsrat mit Präsident angesprochen zu werden.
Sein Grab befindet sich auf dem niederländischen Friedhof Oud Eik en Duinen in Den Haag.